# 第31師団 (日本軍)
第31師団（だいさんじゅういちしだん）は、大日本帝国陸軍の師団の一つ。

## 沿革
第31師団は、1943年（昭和18年）3月22日にタイのバンコクで編成された。
歩兵第26旅団に纏められていた歩兵第58連隊（旧第13師団）・歩兵第138連隊（旧第116師団）に、第18師団の川口支隊の 歩兵第35旅団司令部及び歩兵第124連隊の3コ歩兵連隊に、在中支の第40師団の山砲兵第40連隊を山砲兵第31連隊に改称し編合し、在華北の独立混成第7.第8.第9旅団工兵隊を基幹に工兵第31連隊を、在ビルマの輜重兵第12連隊（第18師団）からの転属者を基幹に輜重兵第31連隊を主力にして編成された。
直ちに第15軍戦闘序列に編入された。インパール作戦中に第15軍が糧秣を供給しないことに抗議して独断で撤退したことで知られる。

## 師団概要

### 師団幹部

#### 師団長
- 佐藤幸徳 中将：1943年（昭和18年）3月25日 - 1944年（昭和19年）7月5日
- 河田槌太郎 中将：1944年（昭和19年）7月5日 - 終戦

#### 参謀長
- 加藤国治 大佐：1943年（昭和18年）3月25日[1] - 1944年11月7日[2]
- 長久竹郎 大佐：1944年（昭和19年）11月7日 - 1945年7月21日[3]
- 大矢部省三 大佐：1945年（昭和20年）8月5日 - 終戦[4]

#### 第31歩兵団長
- 宮崎繁三郎 少将：1943年（昭和18年）3月25日 - 1944年（昭和19年）8月30日[5]

### 隷下部隊

#### インパール作戦時
第31歩兵団　　第138連隊（中突進隊）　鳥飼恒男大佐

### 最終所属部隊
- 歩兵第58連隊（高田）：稲毛譲大佐
- 歩兵第124連隊（福岡）：福沢定和大佐
- 歩兵第138連隊（奈良）：鳥飼恒男大佐
- 山砲兵第31連隊：大矢部省三大佐
- 工兵第31連隊：鈴木孝大佐
- 輜重兵第31連隊：野中久治大佐
- 第31師団通信隊：西村七男少佐
- 第31師団兵器勤務隊：船越帰一大尉
- 第31師団衛生隊：板谷明憲中佐
- 第31師団第1野戦病院：渡部三郎軍医少佐
- 第31師団第2野戦病院：守正道軍医少佐
- 第31師団第3野戦病院：牧瀬忠正軍医少佐
- 第31師団防疫給水部：飯田栄一軍医少佐
- 第31師団病馬廠：角野千秋獣医中尉